# بيرند مايكل لادي
بيرند مايكل لادي (بالألمانية: Bernd Michael Lade)‏ (و. 1964  م) هو مخرج أفلام، وممثل مسرحي، وممثل أفلام، ومغني، وممثل تلفزي من ألمانيا، وألمانيا الشرقية، ولد في برلين.

## التعليم
تعلم في أكاديمية إرنست بوسخ للفنون الدرامية ‏
.

## وصلات خارجية
- بيرند مايكل لادي على موقع IMDb (الإنجليزية)
- بيرند مايكل لادي على موقع مونزينجر (الألمانية)
- بيرند مايكل لادي على موقع ألو سيني (الفرنسية)
- بيرند مايكل لادي على موقع قاعدة بيانات الأفلام السويدية (السويدية)
- بيرند مايكل لادي على موقع ديسكوغز (الإنجليزية)
- بيرند مايكل لادي على موقع قاعدة بيانات الفيلم (الإنجليزية)
- بيرند مايكل لادي على موقع كينوبويسك (الروسية)
- بيرند مايكل لادي في قاعدة بيانات الأفلام على الإنترنت